# Johann Olav Koss
Johann Olav Koss (Drammen, 29 oktober 1968) is een Noors voormalig langebaanschaatser, die grote successen kende in de jaren negentig.

## Schaatscarrière
Koss behoorde tot de wereldtop in de eerste helft van de jaren 90. Hij werd wereldkampioen allround in 1990, 1991 en 1994 en Europees kampioen allround in 1991. In 1992 won hij goud op de 1500 meter en zilver op de 10.000 meter bij de Olympische Spelen in Albertville. In 1994 won hij drie keer goud (1500, 5000 en 10.000 meter) bij de Spelen in Lillehammer.
Hij was naast Roberto Sighel de enige schaatser, die de Nederlandse hegemonie (Bart Veldkamp, Falko Zandstra, Rintje Ritsma en Ids Postma) in het allround schaatsen heeft kunnen onderbreken. Door de jaren heen is Koss goed bevriend geraakt met Bart Veldkamp.
Vooral het wereldrecord op de tien kilometer bij de Olympische Spelen in 1994 was een grootse prestatie. Zijn tijd 13.30,55 was veruit de beste. Dit record werd pas verbeterd na de introductie van de revolutionaire klapschaats.
In 1997 voltooide hij als toerrijder de Elfstedentocht.

## Right To Play
Op het hoogtepunt van zijn carrière in 1994 is hij gestopt met schaatsen, om zich te richten op het afronden van zijn studie en het werk voor de organisatie Right To Play, waar hij initiatiefnemer van is. Met deze organisatie wil hij zich inzetten voor de rechten van het kind, in de meest achtergestelde gebieden van de wereld, door ze te laten sporten en te spelen. De organisatie is anno 2005 actief in 21 landen waaronder Oeganda en Israël/Palestijnse gebieden met 41 projecten en betrekt wereldwijd topsporters als ambassadeurs bij de activiteiten. De organisatie heeft kantoren in Nederland, Noorwegen, Zwitserland, Italië, Engeland, USA en Canada – waar ook het hoofdkantoor is gevestigd. Koss was er dagelijks bij betrokken als CEO en President tot 2018, toen hij aankondigde niet langer over de wereld te willen reizen. Hij gaat in zijn woonplaats Toronto een investeringsfonds oprichten, maar blijft op afstand betrokken bij Right To Play.

## Effect
Koss heeft een boek geschreven (Effect, over communicatie en teambuilding) waarin hij beschrijft hoe het communicatiemodel dat hij met de gezusters Ihlen maakte voor een belangrijk deel heeft bijgedragen aan zijn successen: op het ijs, en daarbuiten.

## Records

### Persoonlijke records
| Afstand      | Tijd     | Datum            | Baan       |
| ------------ | -------- | ---------------- | ---------- |
| 500 meter    | 37,98    | 7 januari 1994   | Hamar      |
| 1000 meter   | 1.14,9   | 10 januari 1993  | Hamar      |
| 1500 meter   | 1.51,29  | 16 februari 1994 | Hamar      |
| 3000 meter   | 3.57,52  | 13 maart 1990    | Heerenveen |
| 5000 meter   | 6.34,96  | 13 februari 1994 | Hamar      |
| 10.000 meter | 13.30,55 | 20 februari 1994 | Hamar      |

### Wereldrecords
| Nr. | Afstand        | Tijd     | Datum            | Baan       |
| --- | -------------- | -------- | ---------------- | ---------- |
| 1.  | 3000 meter     | 3.57,52  | 13 maart 1990    | Heerenveen |
| 2.  | 5000 meter     | 6.41,73  | 9 februari 1991  | Heerenveen |
| 3.  | 10.000 meter   | 13.43,54 | 10 februari 1991 | Heerenveen |
| 4.  | Grote vierkamp | 157,396  | 26 februari 1991 | Heerenveen |
| 5.  | 5000 meter     | 6.38,77  | 22 januari 1993  | Heerenveen |
| 6.  | 5000 meter     | 6.36,57  | 13 maart 1993    | Heerenveen |
| 7.  | 5000 meter     | 6.35,53  | 4 december 1993  | Hamar      |
| 8.  | 5000 meter     | 6.34,96  | 13 februari 1994 | Hamar      |
| 9.  | 1500 meter     | 1.51,29  | 16 februari 1994 | Hamar      |
| 10. | 10.000 meter   | 13.30,55 | 20 februari 1994 | Hamar      |

#### Wereldrecords laaglandbaan (officieus)
| Nr. | Afstand      | Tijd     | Datum            | Baan       |
| --- | ------------ | -------- | ---------------- | ---------- |
| 1.  | 3000 meter   | 3.57,52  | 13 maart 1990    | Heerenveen |
| 2.  | 5000 meter   | 6.43,79  | 2 december 1990  | Heerenveen |
| 3.  | 5000 meter   | 6.41,73  | 9 februari 1991  | Heerenveen |
| 4.  | 10.000 meter | 13.43,54 | 29 februari 1991 | Heerenveen |
| 5.  | 5000 meter   | 6.38,77  | 22 januari 1993  | Heerenveen |
| 6.  | 1500 meter   | 1.52,53  | 13 februari 1993 | Hamar      |
| 7.  | 5000 meter   | 6.36,57  | 13 maart 1993    | Heerenveen |
| 7.  | 5000 meter   | 6.35,53  | 4 december 1993  | Hamar      |
| 8.  | 1500 meter   | 1.51,29  | 12 februari 1994 | Hamar      |
| 9.  | 5000 meter   | 6.34,96  | 13 februari 1994 | Hamar      |
| 10. | 10.000 meter | 13.30,55 | 20 februari 1994 | Hamar      |

### Adelskalender
Johann Olav Koss heeft drie periodes aan de top van de Adelskalender gestaan: eerst van 21 maart 1992 tot 23 januari 1993 (308 dagen), een tweede keer van 13 maart 1993 tot 7 januari 1994 (300 dagen) en ten slotte van 16 februari 1994 tot 7 februari 1997 (1.390 dagen). In totaal heeft Johann Olav Koss 1.998 dagen aan de top van de Adelskalender gestaan.
Hieronder staan de persoonlijke records (PR's) waarmee Johann Olav Koss aan de top van de Adelskalender kwam en de PR's die hij had staan toen hij van de eerste plek verdreven werd. Tevens zijn de gegevens weergegeven van de schaatsers die voor en na hem aan de top van de lijst stonden.
| Datum      | 500 m | 1500 m  | 5000 m  | 10.000 m | Punten  | Voorganger / Opvolger |
| ---------- | ----- | ------- | ------- | -------- | ------- | --------------------- |
| 21-02-1988 | 36,98 | 1.52,12 | 6.47,09 | 14.05,57 | 157,340 | Eric Flaim            |
| 21-03-1992 | 38,17 | 1.52,76 | 6.41,73 | 13.43,54 | 157,106 |                       |
| 22-01-1993 | 38,17 | 1.52,76 | 6.38,77 | 13.43,54 | 156,764 |                       |
| 23-01-1993 | 37,90 | 1.52,17 | 6.40,01 | 13.46,96 | 156,639 | Falko Zandstra        |
| 13-03-1993 | 38,17 | 1.52,53 | 6.36,57 | 13.43,54 | 156,514 |                       |
| 04-12-1993 | 38,17 | 1.52,53 | 6.35,53 | 13.43,54 | 156,410 |                       |
| 07-01-1994 | 37,30 | 1.52,81 | 6.39,46 | 13.47,14 | 156,206 | Rintje Ritsma         |
| 08-01-1994 | 37,30 | 1.51,60 | 6.39,46 | 13.47,14 | 155,803 | Rintje Ritsma         |
| 16-02-1994 | 37,98 | 1.51,29 | 6.34,96 | 13.43,54 | 155,749 |                       |
| 20-02-1994 | 37,98 | 1.51,29 | 6.34,96 | 13.30,55 | 155,100 |                       |
| 07-02-1997 | 37,30 | 1.49,58 | 6.35,89 | 13.47,14 | 154,772 | Rintje Ritsma         |

## Resultaten
| Jaar | EK Allround             | WK Allround             | Olympische Spelen             | Wereldbeker                     | WK Junioren              |
| ---- | ----------------------- | ----------------------- | ----------------------------- | ------------------------------- | ------------------------ |
| 1986 |                         |                         |                               |                                 | 14e (17e, 16e, 18e, 15e) |
| 1987 |                         |                         |                               |                                 | 14e (40e, 7e, 8e, 10e)   |
| 1988 |                         | 30e (20e, 35e, 26e, NC) |                               | 45e 1500 m 38e 5k/10k           |                          |
| 1989 | 15e (9e, 12e, 28e, 16e) | 8e · (16e, 9e, , 15e)   |                               | 7e 1500 m 8e 5k/10k             |                          |
| 1990 | 4e · (11e, , 4e, 7e)    | · (11e, , )             |                               | 51e 500 m · 1500 m · 5k/10k     |                          |
| 1991 | · (6e, , )              | · (6e, , )              |                               | 1500 m · 5k/10k                 |                          |
| 1992 | · (8e, , 4e, )          | · (8e, , )              | 1500 m · 7e 5000 m · 10.000 m | 1500m · 5k/10k                  |                          |
| 1993 | · (5e, , , 4e)          | · (6e, , )              |                               | 32e 1000 m · 6e 1500 m · 5k/10k |                          |
| 1994 | · (6e, 4e, , )          | · (9e, , )              | 1500 m · 5000 m · 10.000 m    | 7e 1500 m · 5k/10k              |                          |

- = geen deelname

### Medaillespiegel
| Kampioenschap     | Goud | Zilver | Brons |
| ----------------- | ---- | ------ | ----- |
| EK Allround       | 1    | 3      | 0     |
| Olympische Spelen | 4    | 1      | 0     |
| WK Allround       | 3    | 1      | 1     |
| WK Junioren       | 0    | 0      | 0     |

Rudolf Ericson · Peder Østlund · Jaap Eden · Oscar Mathisen · Ivar Ballangrud · Michael Staksrud · Åke Seyffarth · Nikolaj Mamonov · Hjalmar Andersen · Boris Sjilkov · Dmitri Sakoenenko · Juhani Järvinen · Knut Johannesen · Jonny Nilsson · Per Ivar Moe · Eduard Matoesevitsj · Ard Schenk · Kees Verkerk · Magne Thomassen · Hans van Helden · Vladimir Lobanov · Jan Egil Storholt · Sergej Martsjoek · Vladimir Belov · Eric Heiden · Viktor Sjasjerin · Andrej Bobrov · Nikolaj Goeljajev · Michael Hadschieff · Eric Flaim · Johann Olav Koss · Falko Zandstra · Rintje Ritsma · Gianni Romme · Jochem Uytdehaage · Chad Hedrick · Sven Kramer · Shani Davis · Patrick Roest
1924: Clas Thunberg ·
1928: Clas Thunberg ·
1932: Jack Shea ·
1936: Charles Mathiesen ·
1948: Sverre Farstad ·
1952: Hjalmar Andersen ·
1956: Jevgeni Grisjin/Joeri Michajlov ·
1960: Jevgeni Grisjin/Roald Aas ·
1964: Ants Antson ·
1968: Kees Verkerk ·
1972: Ard Schenk ·
1976: Jan Egil Storholt ·
1980: Eric Heiden ·
1984: Gaétan Boucher ·
1988: André Hoffmann ·
1992: Johann Olav Koss ·
1994: Johann Olav Koss ·
1998: Ådne Søndrål ·
2002: Derek Parra ·
2006: Enrico Fabris ·
2010: Mark Tuitert ·
2014: Zbigniew Bródka ·
2018: Kjeld Nuis ·
2022: Kjeld Nuis
1924: Clas Thunberg ·
1928: Ivar Ballangrud ·
1932: Irving Jaffee ·
1936: Ivar Ballangrud ·
1948: Reidar Liaklev ·
1952: Hjalmar Andersen ·
1956: Boris Sjilkov ·
1960: Viktor Kositsjkin ·
1964: Knut Johannesen ·
1968: Fred Anton Maier ·
1972: Ard Schenk ·
1976: Sten Stensen ·
1980: Eric Heiden ·
1984: Tomas Gustafson ·
1988: Tomas Gustafson ·
1992: Geir Karlstad ·
1994: Johann Olav Koss ·
1998: Gianni Romme ·
2002: Jochem Uytdehaage ·
2006: Chad Hedrick ·
2010: Sven Kramer ·
2014: Sven Kramer ·
2018: Sven Kramer ·
2022: Nils van der Poel
1924: Julius Skutnabb ·
1928: afgelast ·
1932: Irving Jaffee ·
1936: Ivar Ballangrud ·
1948: Åke Seyffarth ·
1952: Hjalmar Andersen ·
1956: Sigge Ericsson ·
1960: Knut Johannesen ·
1964: Jonny Nilsson ·
1968: Johnny Höglin ·
1972: Ard Schenk ·
1976: Piet Kleine ·
1980: Eric Heiden ·
1984: Igor Malkov ·
1988: Tomas Gustafson ·
1992: Bart Veldkamp ·
1994: Johann Olav Koss ·
1998: Gianni Romme ·
2002: Jochem Uytdehaage ·
2006: Bob de Jong ·
2010: Lee Seung-hoon ·
2014: Jorrit Bergsma ·
2018: Ted-Jan Bloemen ·
2022: Nils van der Poel
Onofficiële Europese kampioenschappen

1891: Onbeslist ·
1892: Onbeslist · 
1946: Göthe Hedlund 

Officiële Europese kampioenschappen

1893: Rudolf Ericson · 
1894: Onbeslist ·
1895: Alfred Næss · 
1896: Julius Seyler · 
1897: Julius Seyler · 
1898: Gustaf Estlander · 
1899: Peder Østlund · 
1900: Peder Østlund · 
1901: Rudolf Gundersen · 
1902: Johan Schwartz · 
1903: Onbeslist ·
1904: Rudolf Gundersen · 
1905: Johan Vikander · 
1906: Rudolf Gundersen · 
1907: Moje Öholm · 
1908: Moje Öholm · 
1909: Oscar Mathisen · 
1910: Nikolaj Stroennikov · 
1911: Nikolaj Stroennikov · 
1912: Oscar Mathisen · 
1913: Vasilij Ippolitov · 
1914: Oscar Mathisen · 
1922: Clas Thunberg · 
1923: Harald Strøm · 
1924: Roald Larsen · 
1925: Otto Polacsek · 
1926: Julius Skutnabb · 
1927: Bernt Evensen · 
1928: Clas Thunberg · 
1929: Ivar Ballangrud · 
1930: Ivar Ballangrud · 
1931: Clas Thunberg · 
1932: Clas Thunberg · 
1933: Ivar Ballangrud · 
1934: Michael Staksrud · 
1935: Karl Wazulek · 
1936: Ivar Ballangrud · 
1937: Michael Staksrud · 
1938: Charles Mathiesen · 
1939: Alfons Bērziņš · 
1947: Åke Seyffarth · 
1948: Reidar Liaklev · 
1949: Sverre Farstad · 
1950: Hjalmar Andersen · 
1951: Hjalmar Andersen · 
1952: Hjalmar Andersen · 
1953: Kees Broekman · 
1954: Boris Sjilkov · 
1955: Sigge Ericsson · 
1956: Jevgeni Grisjin · 
1957: Oleg Gontsjarenko · 
1958: Oleg Gontsjarenko · 
1959: Knut Johannesen · 
1960: Knut Johannesen · 
1961: Viktor Kositsjkin · 
1962: Robert Merkoelov · 
1963: Nils Egil Aaness · 
1964: Ants Antson · 
1965: Eduard Matoesevitsj · 
1966: Ard Schenk · 
1967: Kees Verkerk · 
1968: Fred Anton Maier · 
1969: Dag Fornæss · 
1970: Ard Schenk · 
1971: Dag Fornæss · 
1972: Ard Schenk · 
1973: Göran Claeson · 
1974: Göran Claeson · 
1975: Sten Stensen · 
1976: Kay Arne Stenshjemmet · 
1977: Jan Egil Storholt · 
1978: Sergej Martsjoek · 
1979: Jan Egil Storholt · 
1980: Kay Arne Stenshjemmet · 
1981: Amund Sjøbrend · 
1982: Tomas Gustafson · 
1983: Hilbert van der Duim · 
1984: Hilbert van der Duim · 
1985: Hein Vergeer · 
1986: Hein Vergeer · 
1987: Nikolaj Goeljajev · 
1988: Tomas Gustafson · 
1989: Leo Visser · 
1990: Bart Veldkamp · 
1991: Johann Olav Koss · 
1992: Falko Zandstra · 
1993: Falko Zandstra · 
1994: Rintje Ritsma · 
1995: Rintje Ritsma · 
1996: Rintje Ritsma · 
1997: Ids Postma · 
1998: Rintje Ritsma · 
1999: Rintje Ritsma · 
2000: Rintje Ritsma · 
2001: Dmitri Sjepel · 
2002: Jochem Uytdehaage · 
2003: Gianni Romme · 
2004: Mark Tuitert · 
2005: Jochem Uytdehaage · 
2006: Enrico Fabris · 
2007: Sven Kramer · 
2008: Sven Kramer · 
2009: Sven Kramer · 
2010: Sven Kramer · 
2011: Ivan Skobrev · 
2012: Sven Kramer · 
2013: Sven Kramer · 
2014: Jan Blokhuijsen · 
2015: Sven Kramer · 
2016: Sven Kramer · 
2017: Sven Kramer · 
2019: Sven Kramer · 
2021: Patrick Roest · 
2023: Patrick Roest · 
2025: Sander Eitrem
- Bibsys: 90779630
- Bibliothèque nationale de France: cb14043418f (data)
- International Standard Name Identifier: 0000 0003 6223 2846
- Nederlandse Thesaurus van Auteursnamen: 164921524
- Virtual International Authority File: 225009020
- WorldCat: E39PBJdrDh46HX4CwGCWwmRFrq